# Euphonia plumbea
Az Euphonia plumbea a madarak osztályának verébalakúak (Passeriformes) rendjébe és a pintyfélék (Fringillidae) családjába tartozó faj.

## Rendszerezése
A fajt Bernard du Bus de Gisignies belga ornitológus írta le 1855-ban.

## Előfordulása
Dél-Amerika északi részén, Brazília, Kolumbia, Francia Guyana, Guyana, Peru, Suriname és Venezuela területén honos. 
Természetes élőhelyei a szubtrópusi vagy trópusi síkvidéki esőerdők, szavannák és cserjések, sziklás környezetben. Állandó, nem vonuló faj.

## Megjelenése
Testhossza 9 centiméter.

## Természetvédelmi helyzete
Az elterjedési területe nagyon nagy, egyedszáma pedig stabil. A Természetvédelmi Világszövetség Vörös listáján nem fenyegetett fajként szerepel.